# Graphomya leucomelas
Graphomya leucomelas är en tvåvingeart som först beskrevs av Christian Rudolph Wilhelm Wiedemann 1824.  Graphomya leucomelas ingår i släktet Graphomya och familjen husflugor. Inga underarter finns listade i Catalogue of Life.